# Mühlbachl
Mühlbachl é um município da Áustria, situado no distrito de Innsbruck-Land, no estado do Tirol. Tem 28,83 km² de área e sua população em 2019 foi estimada em 1.388 habitantes.